# Aïn Reggada
Aïn Rekada là một đô thị thuộc tỉnh Guelma, Algérie. Dân số thời điểm năm 2002 là 7.289 người.